# Shocked
»Shocked« je pesem avstralske pop pevke in tekstopiske Kylie Minogue, ki jo je posnela za svoj tretji glasbeni album, Rhythm of Love (1991). Pesem, ki jo je napisala in producirala skupina britanskih tekstopiscev Stock Aitken Waterman, je izšla kot četrti in zadnji singl z albuma. Kasneje so pesem vključili na večino pomembnejših kompilacij z največjimi uspešnicami Kylie Minogue, kot sta Greatest Hits (1992) in Ultimate Kylie (2004). V refrenu pesmi poje tudi raper Jazzi P.
Besedilo pesmi govori o zmedenosti in razumevanju ljubezni; v refrenu, na primer, svoje razumevanje ljubezni izrazi z: »Saj sem šokirana zaradi moči ljubezni« (»Because I'm, shocked by the power of love«). Singl je dance-pop pesem z elementi house in funk glasbe, glasbeni kritiki pa so ga pogosto primerjali s prejšnjim singlom Kylie Minogue, »What Do I Have to Do«. Pesem »Shocked« je s strani kritikov ob izidu prejemala v glavnem pozitivne ocene, predvsem zato, ker naj bi ljudem šla hitro v uho, in veliko kritikov je dejalo, da pesem ni samo ena najboljših na albumu, temveč tudi ena najboljših v njeni celotni karieri. Komercialno pesem ni bila najuspešnejša, saj je zasedla le eno izmed prvih desetih mest na britanski in avstralski glasbeni lestvici, kjer je Kylie Minogue navadno požela več uspeha.
Videospot za singl so posneli v Parizu, Francija. V videospotu Kylie Minogue nastopa v glavnem na nekem dvorcu, kjer naj bi živela, med tem pa jo zapeljuje nek skrivnosten moški. Tudi videospot so primerjali z videospotom za njeno prejšnjo pesem, »What Do I Have to Do«, v katerem je Kylie Minogue zapeljeval podoben moški. Kljub temu, da pesem ni požela veliko komercialnega uspeha, velja za enega najboljših singlov Kylie Minogue v njeni karieri.

## Ozadje
Pesem »Shocked« je napisala in producirala skupina britanskih tekstopiscev Stock Aitken Waterman, ki so napisali in producirali vse pesmi z njenega četrtega z albuma, Let's Get To It (1992). Pesem je izšla kot četrti in zadnji singl z albuma, remix zanjo pa je posnela skupina DNA.
Singl je edini singl Kylie Minogue, izdan preko založbe PWL, z naslovnico na gramofonski plošči, saj je Pete Waterman menil, da bo pesem na ta način »več dela opravila sama«.

## Sprejem kritikov
Pesem »Shocked« je s strani kritikov ob izidu prejela v glavnem pozitivne ocene. Johnny Loftus s spletne strani Allmusic je v oceni kompilacije Greatest Hits 87-99 napisal, da je pesem vrhunec celega albuma. Tudi novinar revije PopMatters je trdil, da je ob pesmi užival in v oceni kompilacije Ultimate Kylie napisal, da bi Kylie Minogue »morala izdati več funk pesmi [kot je 'Shocked']«.
Tudi novinar revije Stylus Magazine je pesmi dodelil pozitivno oceno. Napisal je, da so bile pesmi »Shocked«, »Give Me Just a Little More Time« in »What Do I Have to Do« »zelo dobre pesmi in Kylie je z njimi naenkrat postala malo bolj kulska.« Vse pa je zmedlo besedilo pesmi in eden od novinarjev je v svoji oceni napisal: »Kar naenkrat SeksKylie, kot ji pravi NME, postane spogledljiva in prične peti pesmi, kot je 'Shocked'.«

## Dosežki na lestvicah
Pesem »Shocked« ni požela veliko komercialnega uspeha. V rodni Avstraliji Kylie Minogue je pesem debitirala na trinajstem mestu. Nazadnje je na lestvici zasedla sedmo mesto. Pesem je sicer kaj kmalu izpadla iz prvih desetih mest na lestvici, a je na njej ostala še enajst tednov. Pesem je na britanski lestvici debitirala deseto mesto in nazadnje zasedla šesto. Tam je ostala sedem tednov. Ker je pesem zasedla eno izmed prvih desetih mest na britanski lestvici, je Kylie Minogue postala prva glasbenica, katere prvih trinajst pesmi, ki jih je izdala, je zasedlo eno od prvih desetih mest na tej lestvici.
Pesem se je uvrstila tudi na mnoge evropske lestvice, kot so irska, slovenska in britanska lestvica, pa tudi na južnoafriško in izraelsko lestvico.

## Videospot

### Ozadje
Videospot za pesem »Shocked« so posneli v Parizu, Francija. V videospotu je nastopila v različnih preoblekah. Njen dolgoletni prijatelj, William Baker, je skupaj s svojo ekipo oblikoval vse kostume za videospot, tako kot za veliko njenih drugih videospotov, kot je tudi videospot za pesem »What Do I Have to Do«.

### Zgodba
Videospot se prične s Kylie Minogue in njeno asistentko, ki avtomobil zapeljeta v njen dom, veliko graščino. V nekaterih prizorih se pokaže Kylie Minogue, ki se s svojim fantom mečka v avtomobilu.
Nato se pokaže pojoča Kylie Minogue s kitami, oblečena v rožnat modrček in bele hlače. Med kitico, ki jo poje Jazzi P., se Kylie Minogue na ekranu pojavi oblečena le v rožnato krilo. Ko zaključi s petjem, pevka zapusti svojo graščino in se nasmiha skrivnostnemu moškemu, ki ji maha v slovo.

## Seznam verzij
Britanska gramofonska plošča s singlom/Avstralska gramofonska plošča s singlom/Novozelandska kaseta s singlom
1. »Shocked« (DNA-jev remix)
2. »Shocked« (remix Hardinga Curnowa)

Britanska kaseta s singlom
(»A« in »B« stran imata enaki pesmi.)
1. »Shocked« (DNA-jev remix)
2. »Shocked« (remix Hardinga Curnowa)
3. »Shocked« (DNA-jev remix)
4. »Shocked« (remix Hardinga Curnowa)

iTunesov digitalni EP
(Ob originalni izdaji ni bil na voljo. iTunes je preko založbe PWL to verzijo prvič izdal leta 2009.)
1. »Shocked« (remix)
2. »Shocked« (gramofonska plošča z remixom)
3. »Shocked« (DNA-jev alternativni remix)
4. »Shocked« (DNA-jeva spremljevalna verzija)
5. »Shocked« (remix Hardinga Curnowa)
6. »Shocked« (remix)
7. »Shocked« (spremljevalna verzija Hardinga Curnowa)
8. »Shocked« (inštrumentalna verzija Hardinga Curnowa)

## Dosežki
| Lestvica (1991)                            | Dosežek |
| ------------------------------------------ | ------- |
| Avstralija (ARIA)                          | 7       |
| Evropa (Eurochart Hot 100 Singles)         | 20      |
| Francija (SNEP)                            | 50      |
| Irska (IRMA)                               | 2       |
| Slovenija                                  | 1       |
| Južna Afrika (South African Singles Chart) | 6       |
| Združeno kraljestvo (UK Singles Chart)     | 6       |

| Leto | Lestvica   | Dosežek |
| ---- | ---------- | ------- |
| 1991 | Avstralija | 73      |

## Nastopi v živo
Kylie Minogue je pesem »Shocked« izvedla na naslednjih koncertnih turnejah:
- Rhythm of Love Tour
- Let's Get to It Tour
- Intimate and Live Tour
- On a Night Like This Tour
- KylieFever2002
- Showgirl: The Greatest Hits Tour (del točke »Smejoča se Kylie«)
- Showgirl: The Homecoming Tour (del točke »Vse je tabu«)
- KylieX2008
- North American Tour 2009 (del točke »Vse je tabu«)

Poleg tega je skupaj s svojimi mnogimi drugimi uspešnicami pesem izvedla tudi v oddaji An Audience with Kylie.